# Hasan Şaş
Hasan Gökhan Şaş (* 1. August 1976 in Karataş, Adana) ist ein ehemaliger türkischer Fußballspieler und heutiger Trainer.

## Spielerkarriere

### Vereine
Şaş begann seine Karriere bei Adana Demirspor, wechselte 1995 zu MKE Ankaragücü und wurde 1999 von Galatasaray Istanbul unter Vertrag genommen. In der Saison 1999/00 konnte er dort mit dem Gewinn des UEFA-Pokals seinen ersten Erfolg feiern.
Nach den Auftritten mit der türkischen Nationalmannschaft während der WM 2002 erhielt er mehrere Angebote aus dem Ausland, lehnte diese aber ab und setzte seine Laufbahn bei Galatasaray Istanbul fort. Während der Saison 2008/09 kam er aufgrund einer monatelangen Verletzung nur zu wenigen Einsätzen. Nachdem sein auslaufender Vertrag bei Galatasaray im Sommer 2009 nicht verlängert worden war, beendete er seine Profikarriere als Fußballer.

### Nationalmannschaft
Şaş' Länderspielkarriere begann 1996 mit fünf Einsätzen für die türkische U21-Nationalmannschaft. Bereits fast nach einem Jahr nach seinem Debüt für die U21 wurde er erstmals in die türkischen A-Nationalmannschaft nominiert, aber kam bei dieser Nominierung noch nicht zu seinem A-Länderspieldebüt. Nachdem er bis zum Herbst 1997 das letzte Mal für die U-21-Auswahl gespielt hatte, spielte er fortan nur noch für die A-Nationalmannschaft.
Mit der türkischen A-Nationalmannschaft nahm er an der Fußball-Weltmeisterschaft 2002 teil und erreichte mit ihr den dritten Platz. Er galt als einer der Stars dieses Turniers. Sein letztes Länderspiel absolvierte er Anfang März 2006 in der Testpartie gegen die Tschechische Nationalmannschaft.

## Trainerkarriere
Von Sommer 2011 bis Ende September 2013 übernahm Şaş zusammen mit seinem ehemaligen Teamkollegen Ümit Davala den Co-Trainerposten bei Galatasaray Istanbul und assistierte dabei dem Cheftrainer Fatih Terim. Nachdem dieser im Herbst 2013 überraschend entlassen worden war, blieb Şaş bis zur Vorstellung des neuen Cheftrainers Roberto Mancini im Amt und trat anschließend zurück. Mit der Rückkehr von Terim als Cheftrainer von Galatasaray wurde Hasan Şaş erneut sein Co-Trainer. Im Mai 2020 trat Şaş als Co-Trainer von Galatasaray Istanbul zurück.

## Erfolge
- Mit Galatasaray Istanbul
  - 5 × Türkischer Meister: 1999, 2000, 2002, 2006, 2008
  - 3 × Türkischer Pokalsieger: 1999 1, 2000, 2005
  - 1 × UEFA-Pokal: 2000
  - 1 × UEFA Super Cup: 2000
  - 1 × Türkischer Supercupsieger: 2008

- Mit der Nationalmannschaft
  - Weltmeisterschaft: Dritter 2002[3]

- Individuell
  - Auszeichnung
    - Wahl ins All-Star-Team der Weltmeisterschaft: 2002[7]

  - Nominierungen
    - Bei der Wahl des besten Spielers der Weltmeisterschaft: 6. Platz 2002 mit 26 Stimmpunkten[8]
    - Ballon d’Or: 11. Platz 2002 mit 10 Stimmpunkten
    - FIFA-Weltfußballer des Jahres: 15. Platz 2002 mit 6 Stimmpunkten

## Trivia
- Şaş wurde beim Halbfinal-Hinspiel des türkischen Pokals zwischen Sakaryaspor und Galatasaray im Februar 1999 bei einem Dopingtest positiv auf die Dopingsubstanz Phenylpropanolamin getestet.[9] Im Folgemonat trug Şaş, der wegen seinem Dopingvergehens noch nicht gesperrt war, im Halbfinal-Rückspiel mit einer Torvorlage zum 3:2-Halbfinal-Gesamtergebnis-Sieg bei, womit er mitentscheidend zum Pokalfinaleinzug seiner Mannschaft beitrug.[10] Nach Einspruch bei der Schlichtungsstelle (türkisch Tahkim Kurulu) der Türkischen Fußball Föderation erhielt er im weiteren Verlauf des Monats gegen Ende März 1999 seine endgültige und bestätigte sechsmonatige Dopingsperre und der Galatasaray-Mannschaftsarzt erhielt auch eine Sperre und zwar eine einjährige Ausübungssperre.[9][11] Im weiteren Verlauf des Frühlings entschied seine Mannschaft die Pokalfinalspiele siegreich für sich. Nach steigenden Dopingvergehensanzahlen in der Türkei wurde Şaş 2013 in die Doping-Untersuchungskommission der TBMM eingeladen und angehört.[12] Darin erklärte er nach seiner Auffassung sein Dopingvergehen, indem er einen grippalen Infekt hatte und das Medikament A-Ferin einnahm und deswegen sei er positiv auf Doping getestet worden.[13]
- Şaş ist bekannt dafür, die türkischen Medien regelmäßig mit Geschichten über seine Flugangst auf humorvolle Art und Weise zu unterhalten. 2010 erzählte er in einer Sendung von Saba Tümer, dass es während der Fußball-WM 2002 zu Turbulenzen auf dem Hinflug nach Südkorea kam. Şaş hatte Todesangst und beobachtete seinen Teamkollegen Hakan Şükür dabei, wie dieser mehrere Gebete sprach. Da Şaş nicht allzu viele Gebete kannte, sprach er laut aus, dass er sich gerne den Gebeten Şükürs anschließen möchte und hofft, ebenfalls beschützt zu werden. Auf einem Hinflug in die türkische Stadt Van durfte Şaş im Cockpit sitzen und fiel in Ohnmacht, als einer der Piloten den anderen fragte, ob er die Landebahn ebenfalls nicht sehen kann. Auf dem Weg nach einem Auswärtsspiel in Rumänien gab es erneut Turbulenzen. Şaş saß mit einem Flugbegleiter, der es ebenfalls mit der Angst zu tun bekam, Hand in Hand in der Ecke, während sich die beiden Männer gegenseitig weinend trösteten. Sofern möglich, fuhr Şaş nach eigener Aussage mit dem Auto zu Auswärtsspielen und legte so nahezu 20.000 km zurück. Auf diese Art lernten ihn viele Raststättenbetreiber persönlich kennen.[14]